# Wolfgang Promies
Wolfgang Promies (* 4. Januar 1935 in Magdeburg; † 25. Januar 2002 in Darmstadt) war ein deutscher Germanist. Er war ein bedeutender Lichtenberg-Forscher.

## Leben
Promies, Sohn eines Justizamtmannes, studierte ab 1954 Germanistik, Kunstgeschichte, Theaterwissenschaften, Geschichte sowie Psychologie an der den Universitäten in Göttingen, Tübingen, Wien und München. 1962 wurde er in München promoviert. Titel der Dissertation: Die Bürger und der Narr oder Das Risiko der Phantasie. Eine Untersuchung über das Irrationale in der Literatur des Rationalismus. Anschließend arbeitet er als Lektor an verschiedenen Universitäten in Spanien und Frankreich. Von 1964 bis 1969 war er Verlagslektor im Luchterhand-Verlag. 1972 habilitierte sich Promies an der Technischen Universität Hannover. Er wurde zunächst Professor an der Universität Oldenburg, 1979 dann ordentlicher Professor an der Technischen Hochschule zu Darmstadt. 1977 gehörte Promies zu den Mitbegründern der Lichtenberg-Gesellschaft in Ober-Ramstadt, deren Vorsitz er über zwei Jahrzehnte bis 1999 innehatte. Anschließend wurde er zum Ehrenvorsitzenden der Gesellschaft ernannt.

## Werk
Promies widmete sich in zahlreichen Publikationen dem Leben und Werk Georg Christoph Lichtenbergs. Er war zudem Herausgeber der bis heute maßgeblichen Gesamtausgabe von Lichtenbergs Sudelbüchern und Begründer des Lichtenberg-Jahrbuches.
Ferner übersetzte Promies aus dem Französischen und Spanischen, darunter Werke von Julio Cortázar, Miguel Angel Asturias und Charles-Albert Cingria.

## Veröffentlichungen
- Der Bürger und der Narr oder das Risiko der Phantasie. Hanser, München 1966.
- als Hrsg.: Georg Christoph Lichtenberg: Schriften und Briefe. München 1967 ff.
- BrandEnde. Borbes Bericht vom Abbruch aller Beziehungen. Steidl, Göttingen 1997.
- Reisen in Zellen durch den Kopf. Ansichten von der Aufklärung Klöpfer&Meyer, Tübingen 1997.